# Комсесъёган
Комсесъёган (устар. Комсес-Еган) — река в России, протекает по Нижневартовскому району Ханты-Мансийского АО. Устье реки находится в 695 км от устья реки Вах по левому берегу. Длина реки составляет 54 км, площадь водосборного бассейна — 877 км².

## Притоки
(км от устья)
- 9 км: Малая Мулька (лв)
- 14 км: Большая Мулька (лв)
- 26 км: Пьюкинъёган (лв)

## Данные водного реестра
По данным государственного водного реестра России относится к Верхнеобскому бассейновому округу, водохозяйственный участок реки — Вах, речной подбассейн реки — бассейн притоков (Верхней) Оби от Васюгана до Ваха. Речной бассейн реки — (Верхняя) Обь до впадения Иртыша.
Код объекта в государственном водном реестре — 13011000112115200037593.